# Świerże Górne
Świerże Górne – wieś sołecka w Polsce w województwie mazowieckim, w powiecie kozienickim, w gminie Kozienice. Leży u ujścia Zagożdżonki do Wisły.
Do 1954 roku siedziba gminy Świerże Górne. W latach 1975–1998 miejscowość administracyjnie należała do województwa radomskiego, a przed 1975 r. do województwa kieleckiego.
Wieś jest siedzibą rzymskokatolickiej parafii św. Jakuba Apostoła.

## Historia
Pierwsza wzmianka o wsi pochodzi z roku 1121 dotyczyła ona kaplicy będącej wraz z całą wsią własnością kolegiaty sandomierskiej. Wieś zapisana w 1191 roku jako Zwirnow, natomiast u Jana Długosza (1470–1480) – Swyrsze. Możliwe że pierwotna nazwa brzmiała Swiercze. Od XV wieku parafia zarządzana była przez kustosza sandomierskiego w jej skład wchodziły: Kozienice, Jedlnię i Tczów. W XV wieku wieś dzieliła się na Świerże Wielkie zwane Górnymi i Świerże Małe zwane Dolnymi. Po utworzeniu w tych ostatnich obecnej Nowej Wsi pozostała nazwa Świerże Górne.

## Przemysł
- W Świerżach Górnych znajduje się Elektrownia Kozienice (2880 MW) oraz największa w województwie mazowieckim stacja elektroenergetyczna 400/220/110 kV „Kozienice”.

## Warto zobaczyć
- Zabytkowa dzwonnica na terenie kościoła z 1744 roku.
- Przeprawa promowa na Wiśle do miejscowości Przewóz.
- Stary most nad rzeką Zagożdżonką.

## Sport
Od 17 czerwca 1997 roku funkcjonuje tu Ludowy Klub Sportowy „Megawat” Świerże Górne.
Ze Świerży Górnych pochodzi Marcin Awiżeń – złoty medalista letnich igrzysk paraolimpijskich w Pekinie (2008) oraz srebrny medalista lekkoatletycznych mistrzostw świata niepełnosprawnych rozgrywanych w Nowej Zelandii (2011).